# Nicxon Clabel
Nicxon Clabel Ngo Hiobi Kiyep aunque también aparece como Nicxon Clabel Hiobi Atjaba (Zaragoza, 3 de abril de 2005) es una jugadora de balonmano española que juega de lateral izquierdo en las categorías formativas de la selección española y para el WISE Anaitasuna, en la División de Honor Oro.

## Trayectoria
Se crio en la prolífica cantera del Colores zaragozano, en el que se inició en el balonmano a los 9 años y con el que jugó en todos los equipos formativos de la entidad. Desde los 16 años milita en el equipo senior. En la 2022/23 sufrió una grave lesión de rodilla (lesión en el cruzado de su rodilla) que la mantuvo apartada de la competición. Su última temporada con la escuadra aragonesa fue la 2023/24.
En la 2024/25 fichó por el conjunto pamplonés del Wise Anaitasuna con el que ha disputado 16 encuentros en la División de Honor Oro, en los que ha metido 47 tantos.
En mayo de 2025 se anunció su fichaje por el Costa del Sol Málaga, con el que debutará en la División de Honor española con el dorsal 45 a la espalda y el nombre de Atjaba.

### Clubes
- -2024:  Schär Zaragoza
- 2024-25:  Wise Anaitasuna
- 2025- :  Costa del Sol Málaga

### Selección española
A pesar de nacer en Zaragoza tuvo problemas burocráticos para competir con la selección española. La oportunidad le llegó con el entrenador Joaquín Rocamora en la selección junior debutando el 5 de abril de 2024 en el Torneo de Hungría.

## Vida personal
Nacida de madre camerunesa, su hermana mayor, Honesta, también nació allí. Su hermano Hibson y ella nacieron en Zaragoza. 